# Velur šifon
Velur šifon je osnovní samet z jemné příze.

## Charakteristika
Povrch tkaniny s řezaným, sežehleným vlasem se vyznačuje lehkými žebrovitými proužky (danými vazbou). Základní  osnova je ze skané příze z bavlny, šapé nebo i z různých umělých vláken, útek obvykle jako jednoduchá (neskaná) příze ze stejných materiálů a vlasová osnova z přírodního hedvábí nebo umělovlákenných filamentů.
Jako šifonový samet se často označují všechny samety z přírodního hedvábí nebo umělých vláken. Pro velmi jemné šifonové samety se používá označení „průhledný velur“ nebo „mušelínový velur“.
Použití: společenské šaty, pláště, nábytkové potahy aj.
Pod označením velur šifon se ojediněle nabízejí také vlasové pleteniny.

## Galerie
Historické oděvy z velur šifonu ze 20. století vystavované v nizozemských muzeích:

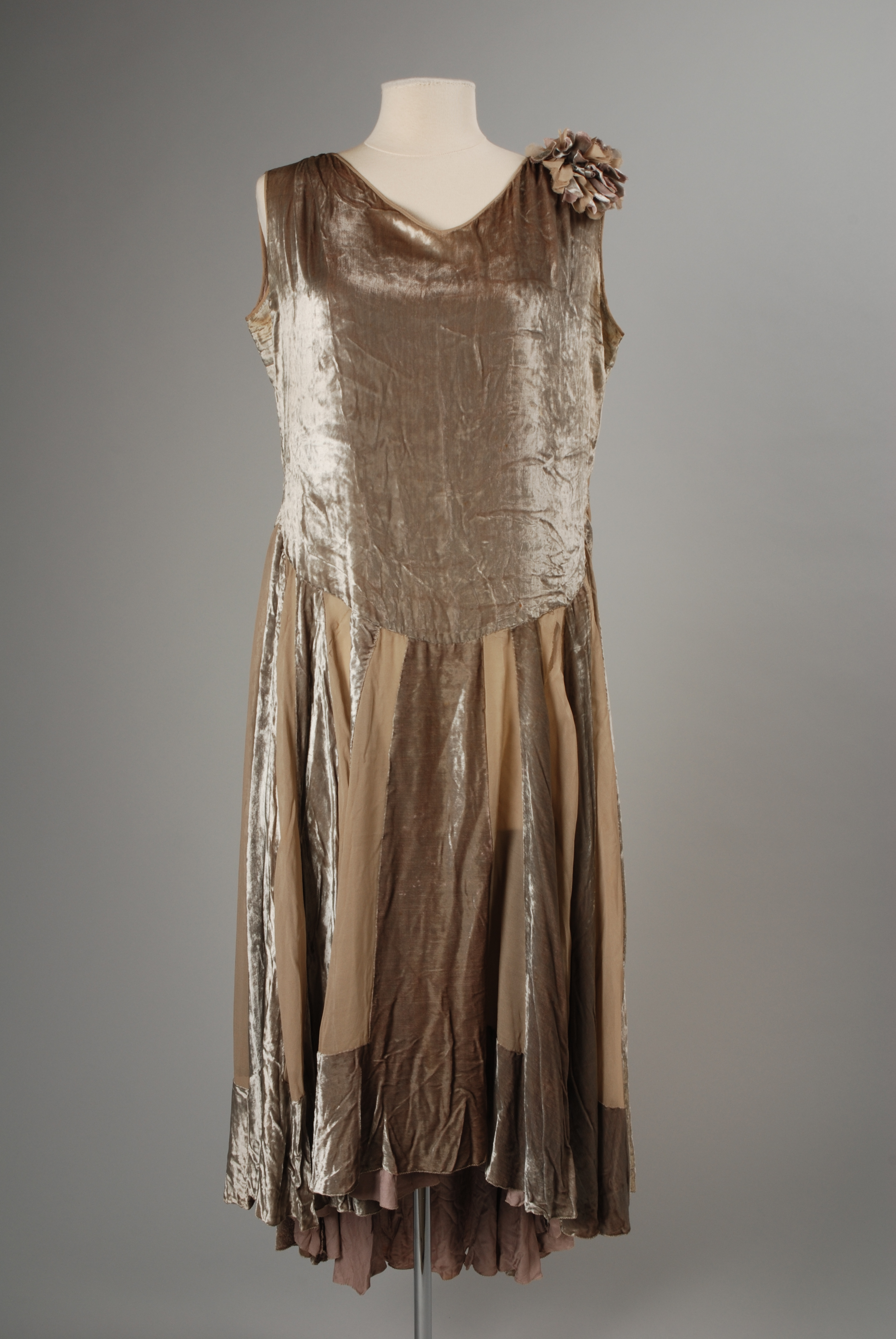
Rotterdam 1927
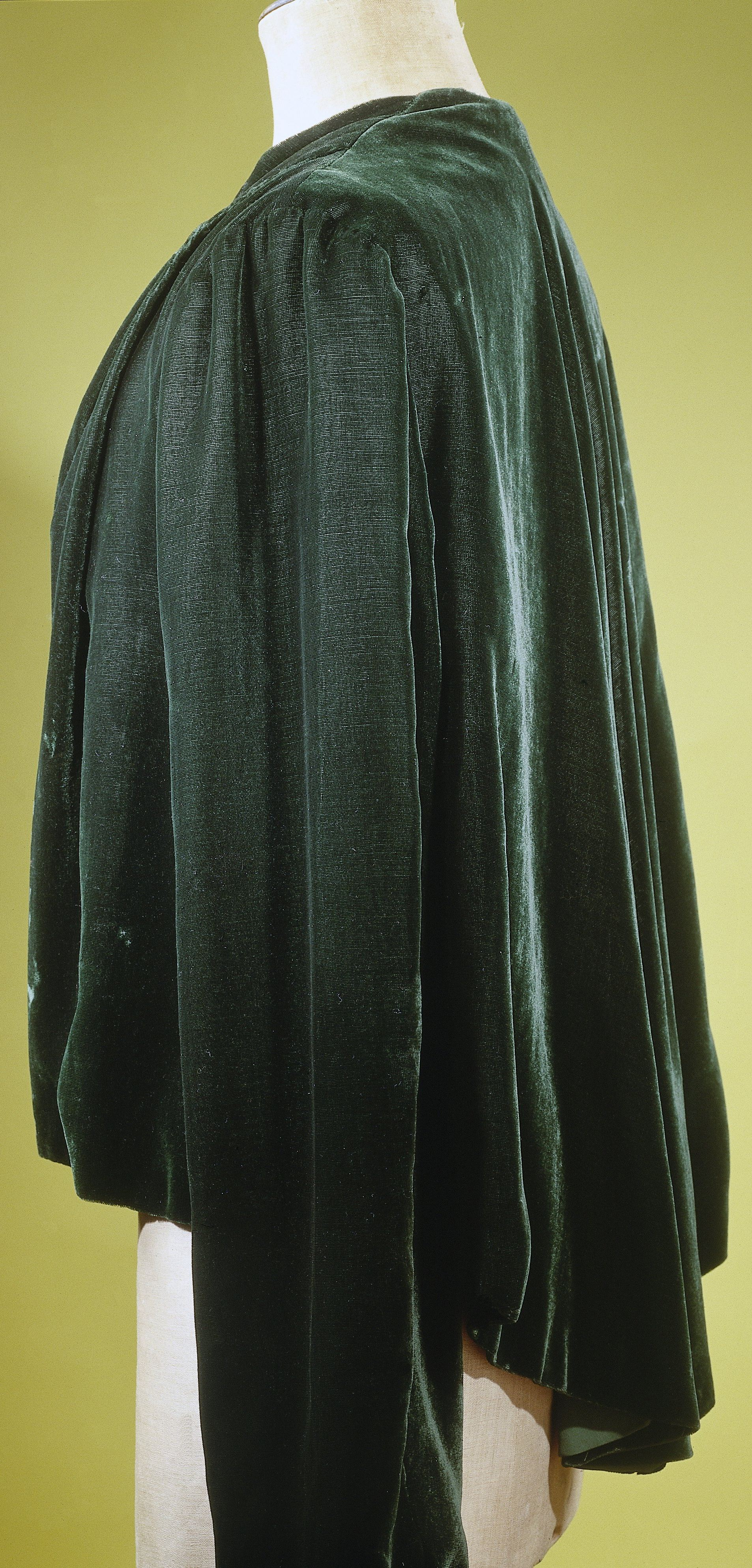
Rijksmuseum Amsterdam 1948
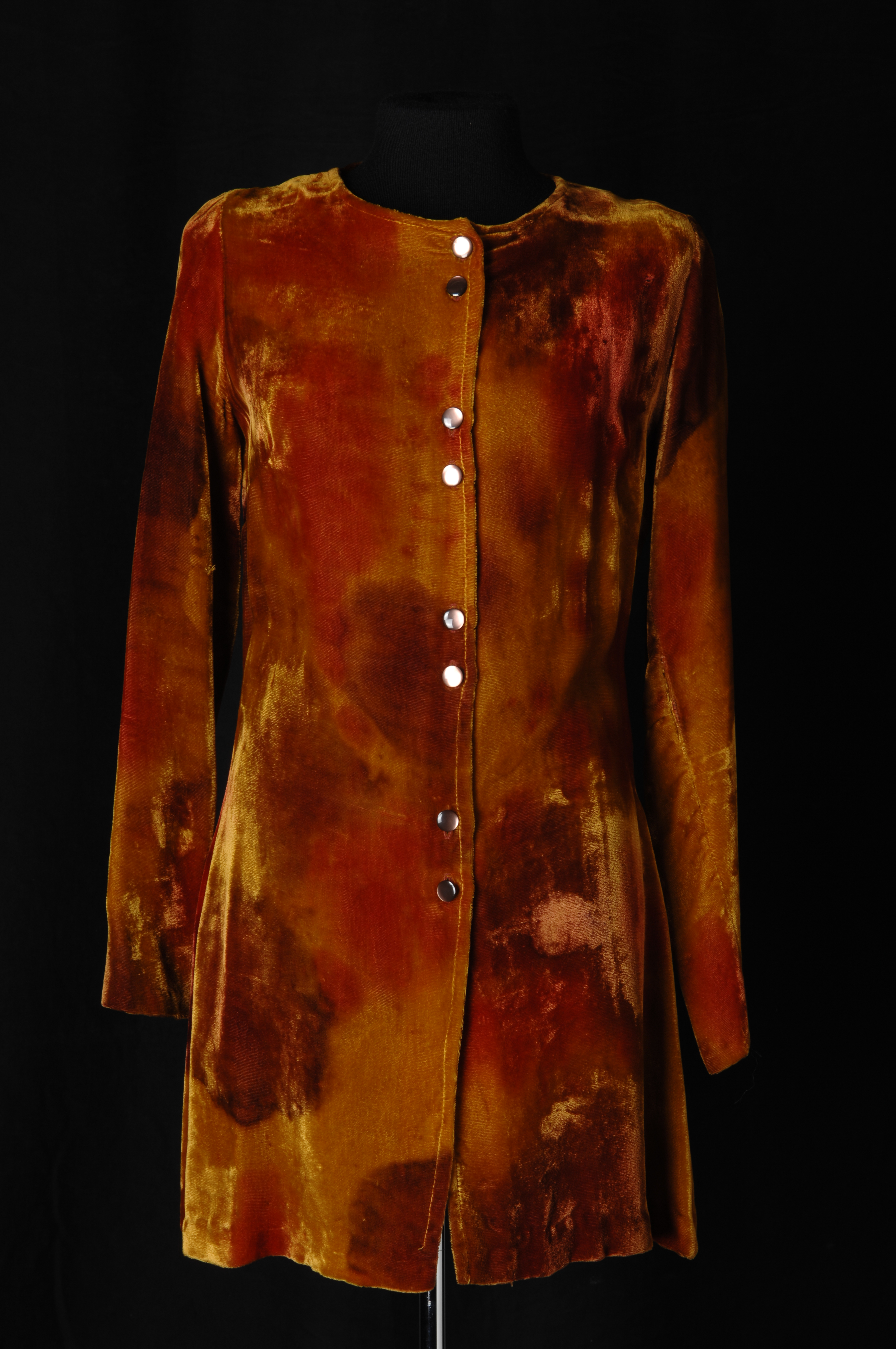
Rotterdam 1970